# USS O-1 (1918)
USS O-1 was een Amerikaanse onderzeeboot van de O-klasse gebouwd door de Amerikaanse marinewerf in Portsmouth. De boot werd op 5 november 1918 in dienst genomen, door Amerikaanse marine, onder commando van Kltz. N. L. Kirk. De boot is gebouwd voorafgaand aan de Amerikaanse deelname aan de Eerste Wereldoorlog, maar kwam pas gedurende de laatste maanden van de Eerste Wereldoorlog in dienst. Na de Eerste Wereldoorlog patrouilleerde de boot langs de Oostkust van de Verenigde Staten tussen Cape Cod en Key West Van 1928 tot 1931 is de boot gebruikt voor experimenten met de capaciteiten van de onderzeeboot, de experimenten vonden plaats vanuit de onderzeebootbasis in New London. In 1931 werd de boot uit actieve dienst genomen om in 1938 verkocht te worden om te worden verschroot